# Jaudhéjové

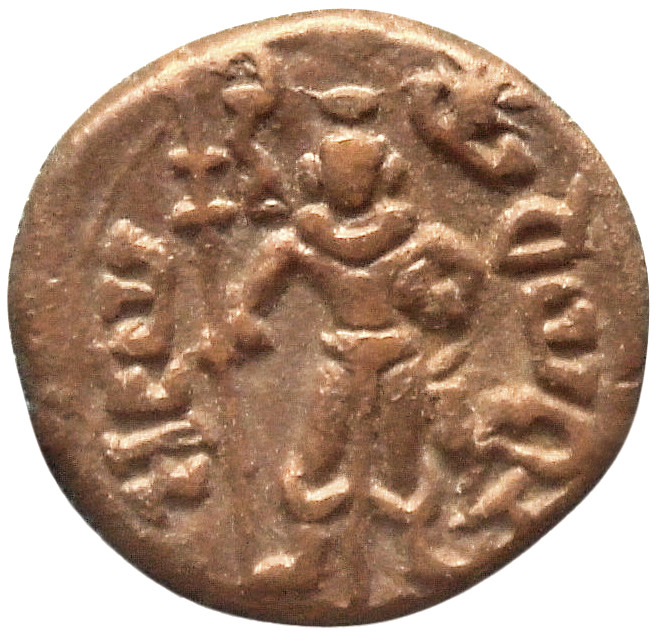
Dobová mince s vyobrazením boha Murugana (britské muzeum)

Jaudhéjové byli příslušníci starověkého společenství kmenů, které obývalo území Indie přibližně mezi řekami Indus a Ganga. Jejich země se často označuje jako Jaudhéjagana. Na vrcholu své moci byli Jaudhéjové přibližně v době od roku 200 př. n. l. do roku 400. Jejich nedalekými sousedy byli Ardžunájové.
O zemi Jaudhéjovů se toho příliš neví. Zmínka o ní pochází z Pániniho děl Aštádhjájí a Ganapatha, dále z Mahábháraty, Purán i dalších spisů. Dalšími zdroji ke studiu Jaudhénů jsou zejména různé nápisy a numismatický materiál. Žádný ze zdrojů však nepojednává o Jaudhénech podrobně.